# Terras de Bouro

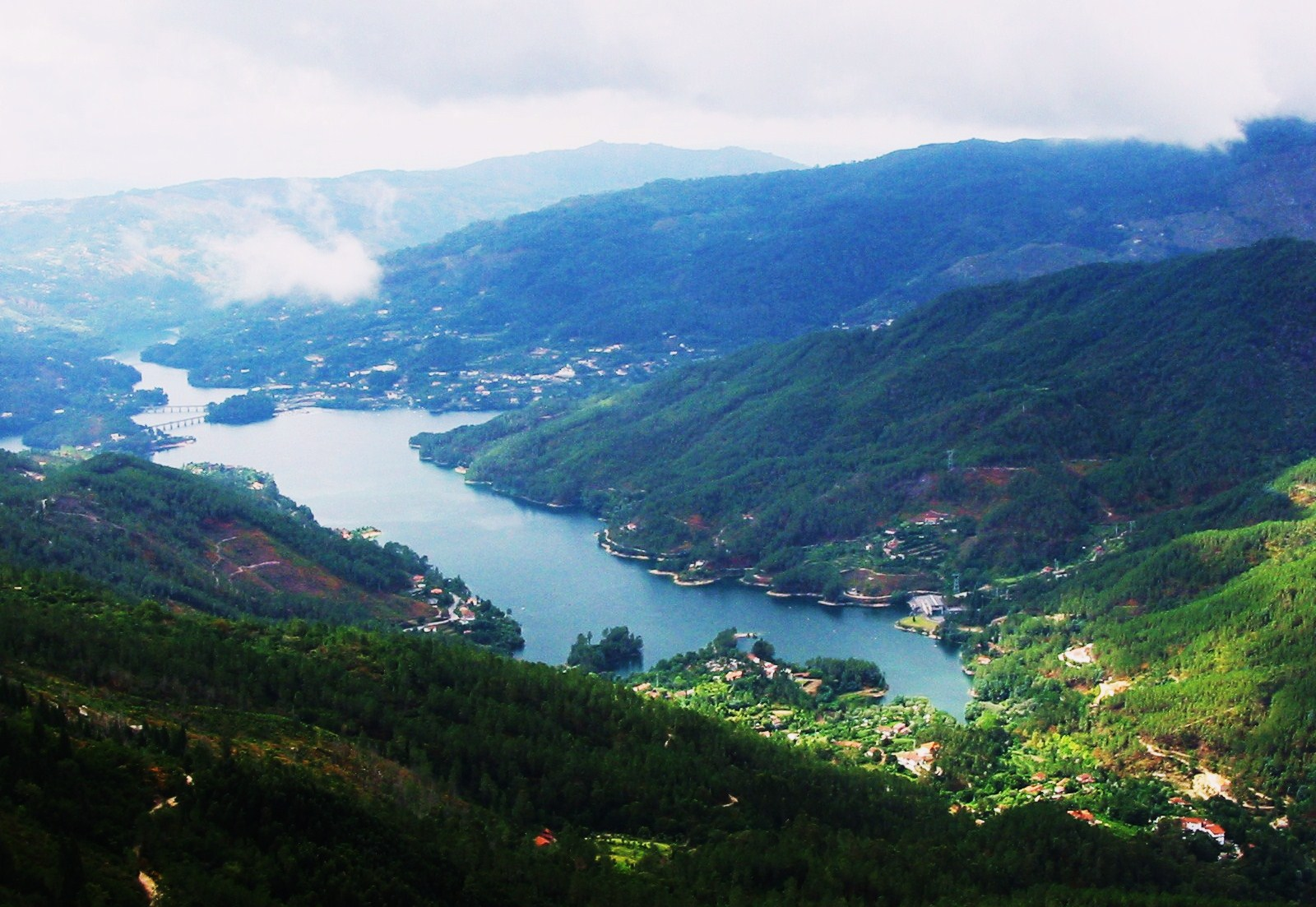
Landschaft im Kreis Terras de Bouro (Blick auf den Stausee Barragem da Caniçada)

Terras de Bouro ist eine Kleinstadt (Vila) in Portugal mit etwa 800 Einwohnern. Es ist Sitz eines gleichnamigen Kreises, der bekannt für seinen naturnahen Tourismus ist, insbesondere für die Thermalbäder und Wanderwege im Nationalpark Peneda-Gerês, und die Wassersportmöglichkeiten seiner Flüsse und Seen.

## Geschichte

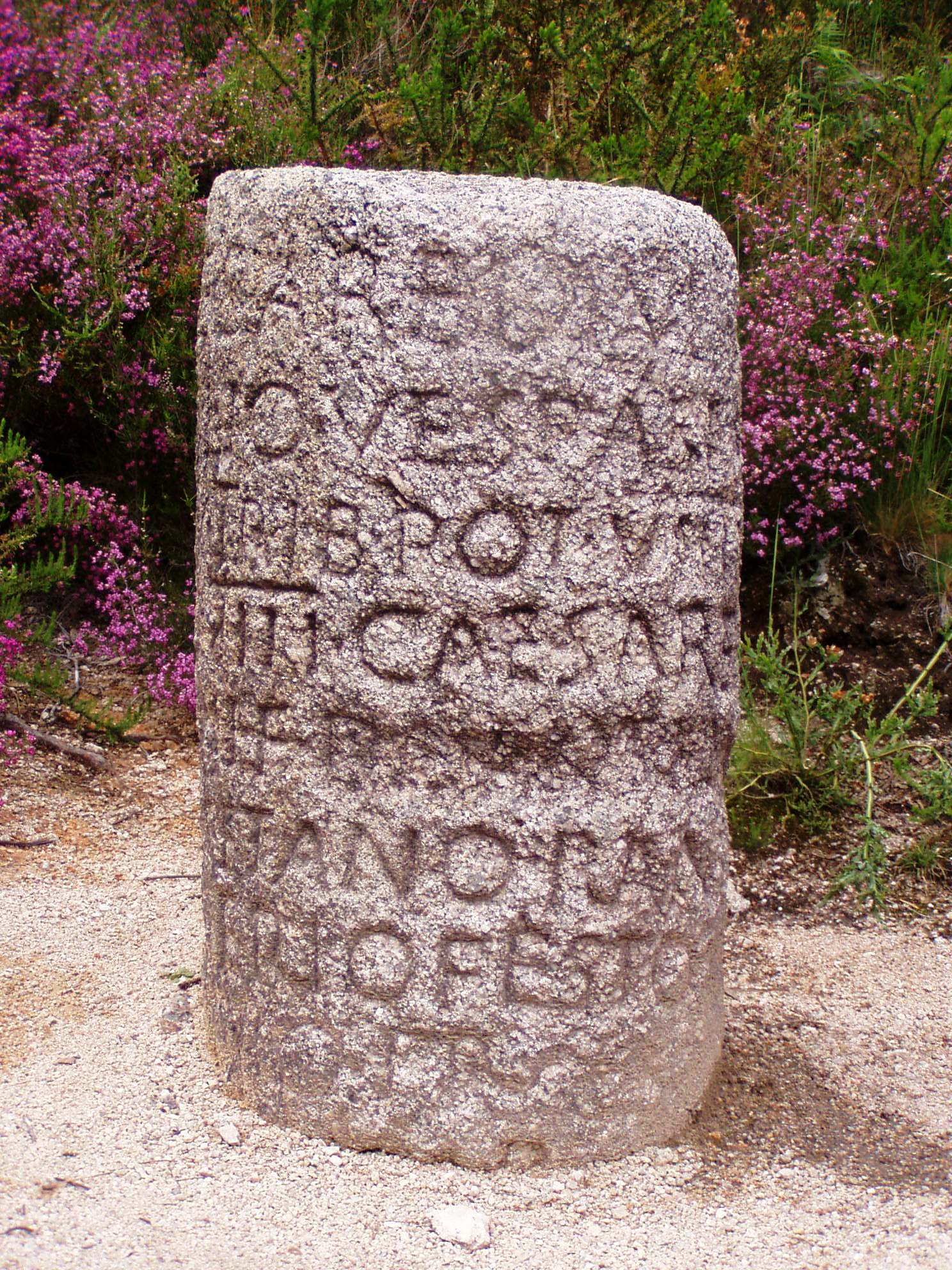
Terras de Bouro, Meilenstein Nr. 29 der Römerstraße XVIII von Bracara Augusta nach Asturica Augusta

Der Ortsname geht auf den germanischen Stamm der Buri zurück, die mit den Sueben im frühen 5. Jahrhundert auf die Iberische Halbinsel kamen, und sich hier im Gebiet zwischen den Flüssen Cávado und Homem niederließen. Zuvor hatten hier Römer gelebt, die hier eine Römerstraße bauten und die Thermalquellen im heutigen Nationalpark Peneda-Gerês frequentierten. Hier wurde eine bedeutende Anzahl an römischen Meilensteinen, den Miliarien gefunden. Ein Antrag auf Aufnahme der Baudenkmäler in die Liste des UNESCO-Welterbes ist in Arbeit. Die Römerstraße verband Bracara Augusta (heute Braga, Portugal) mit Asturica Augusta (heute Astorga, Spanien).
Nachdem Sueben, Westgoten und andere germanische Stämme die Römer ab dem 5. Jahrhundert unterwarfen, eroberten die Mauren ab 711 die Iberische Halbinsel und dabei auch das heutige Kreisgebiet. Im Verlauf der Reconquista wurde der Ort im Rahmen der Siedlungspolitik unter König D. Dinis neu besiedelt. König D. Manuel gab Terras de Boyro 1514 Stadtrechte. Die heutige Schreibweise des Ortes entwickelte sich in den folgenden Epochen.

## Verwaltung

### Der Kreis
Terras de Bouro ist Sitz eines gleichnamigen Kreises (Concelho) im Distrikt Braga. Am 19. April 2021 hatte der Kreis 6358 Einwohner auf einer Fläche von 277,4 km².
Der Kreis grenzt (von Norden im Uhrzeigersinn) an Ponte da Barca, Spanien, Montalegre, Vieira do Minho, Amares sowie Vila Verde.
Mit der Gebietsreform im September 2013 wurden mehrere Gemeinden zu neuen Gemeinden zusammengefasst, sodass sich die Zahl der Gemeinden von zuvor 17 auf 14 verringerte.
Der Kreis Terras de Bouro ist in die folgenden Gemeinden (Freguesias) aufgeteilt:

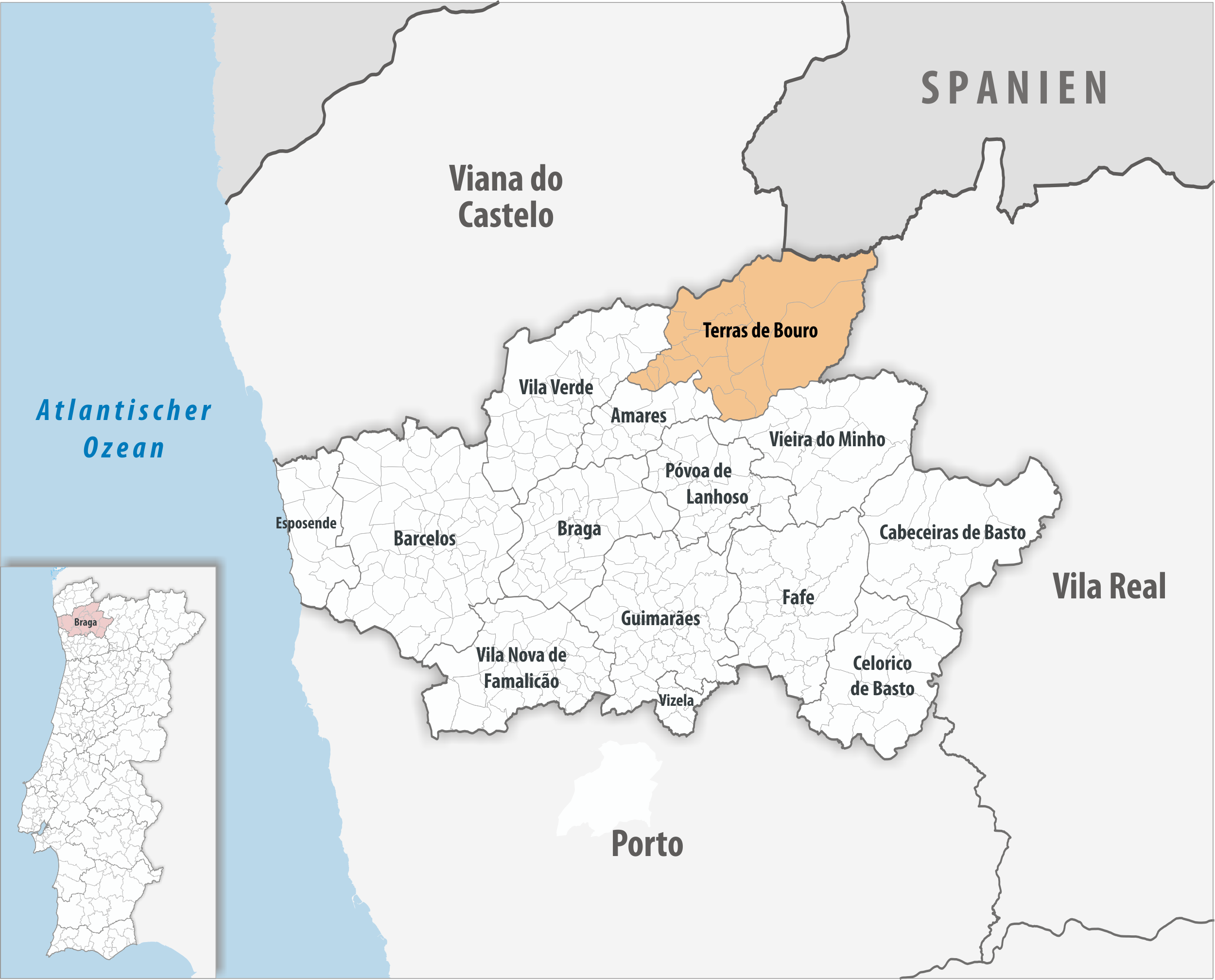
Kreis Terras de Bouro

| Gemeinde              | Einwohner (2021) | Fläche km² | Dichte Einw./km² | LAU- Code |
| --------------------- | ---------------- | ---------- | ---------------- | --------- |
| Balança               | 307              | 3,76       | 82               | 031001    |
| Campo do Gerês        | 149              | 68,76      | 2                | 031003    |
| Carvalheira           | 292              | 9,05       | 32               | 031004    |
| Chamoim e Vilar       | 349              | 12,57      | 28               | 031018    |
| Chorense e Monte      | 538              | 20,26      | 27               | 031019    |
| Cibões e Brufe        | 304              | 24,03      | 13               | 031020    |
| Covide                | 273              | 18,09      | 15               | 031008    |
| Gondoriz              | 296              | 7,40       | 40               | 031009    |
| Moimenta              | 783              | 3,35       | 233              | 031010    |
| Ribeira               | 212              | 2,25       | 94               | 031012    |
| Rio Caldo             | 770              | 13,95      | 55               | 031013    |
| Souto                 | 461              | 4,03       | 115              | 031014    |
| Valdosende            | 550              | 12,12      | 45               | 031015    |
| Vilar da Veiga        | 1.074            | 77,83      | 14               | 031017    |
| Kreis Terras de Bouro | 6.358            | 277,45     | 23               | 0310      |

### Bevölkerungsentwicklung
| Einwohnerzahl im Kreis Terras de Bouro (1801–2011) | Einwohnerzahl im Kreis Terras de Bouro (1801–2011) | Einwohnerzahl im Kreis Terras de Bouro (1801–2011) | Einwohnerzahl im Kreis Terras de Bouro (1801–2011) | Einwohnerzahl im Kreis Terras de Bouro (1801–2011) | Einwohnerzahl im Kreis Terras de Bouro (1801–2011) | Einwohnerzahl im Kreis Terras de Bouro (1801–2011) | Einwohnerzahl im Kreis Terras de Bouro (1801–2011) | Einwohnerzahl im Kreis Terras de Bouro (1801–2011) | Einwohnerzahl im Kreis Terras de Bouro (1801–2011) |
| -------------------------------------------------- | -------------------------------------------------- | -------------------------------------------------- | -------------------------------------------------- | -------------------------------------------------- | -------------------------------------------------- | -------------------------------------------------- | -------------------------------------------------- | -------------------------------------------------- | -------------------------------------------------- |
| 1801                                               | 1849                                               | 1900                                               | 1930                                               | 1960                                               | 1981                                               | 1991                                               | 2001                                               | 2011                                               |                                                    |
| 4091                                               | 5615                                               | 8436                                               | 10.206                                             | 11.762                                             | 10.131                                             | 9406                                               | 8350                                               | 7282                                               |                                                    |

### Kommunaler Feiertag
- 20. Oktober

### Städtepartnerschaften
- Saint-Arnoult-en-Yvelines, Frankreich[5]

## Galerie

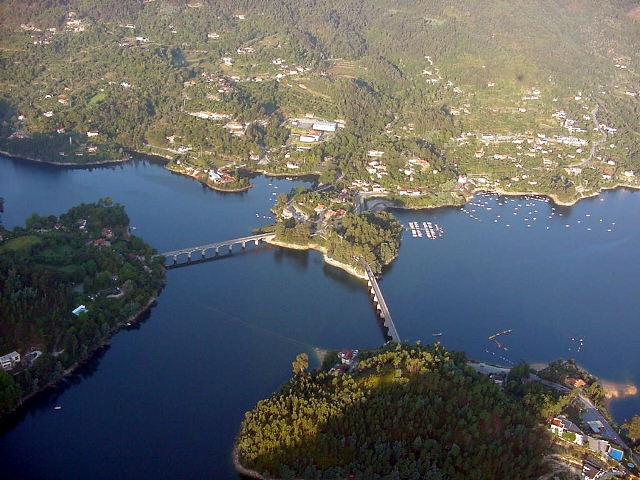
Seenlandschaft (Barragem da Caniçada)
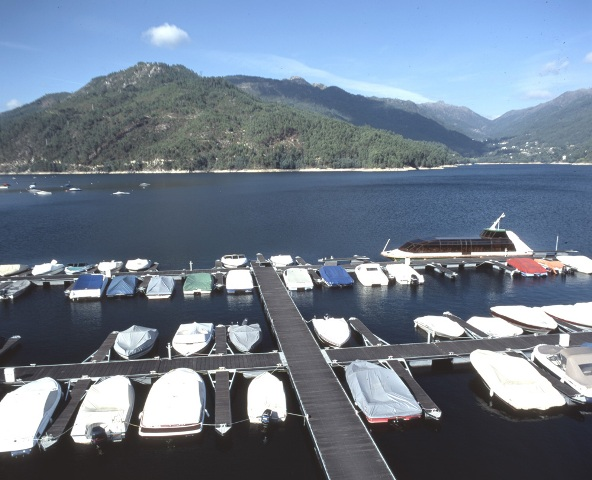
Marina mit Ausflugsboot am Rio Caldo
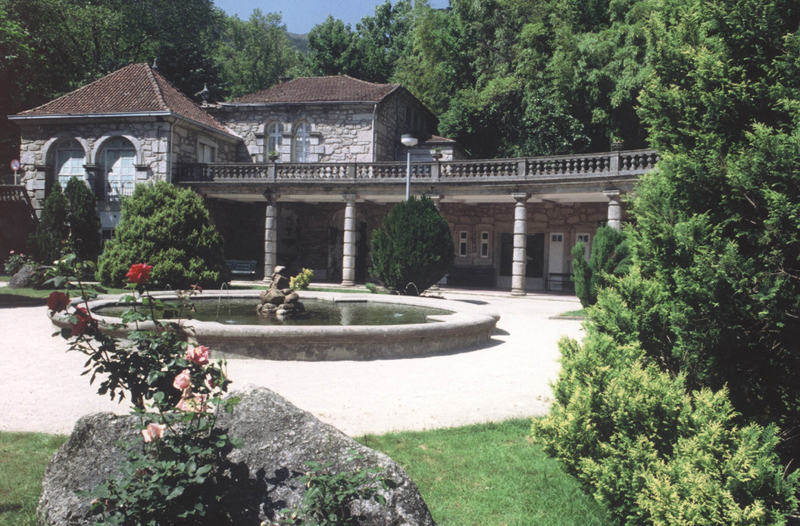
Im Thermalbad Vila do Gerês
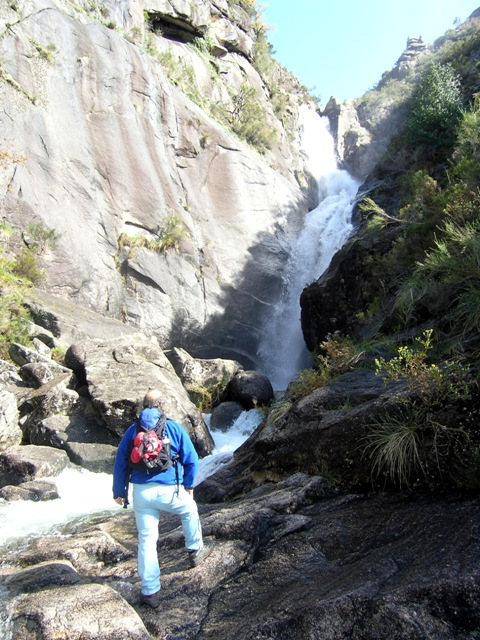
Am Wasserfall Cascata do Arado
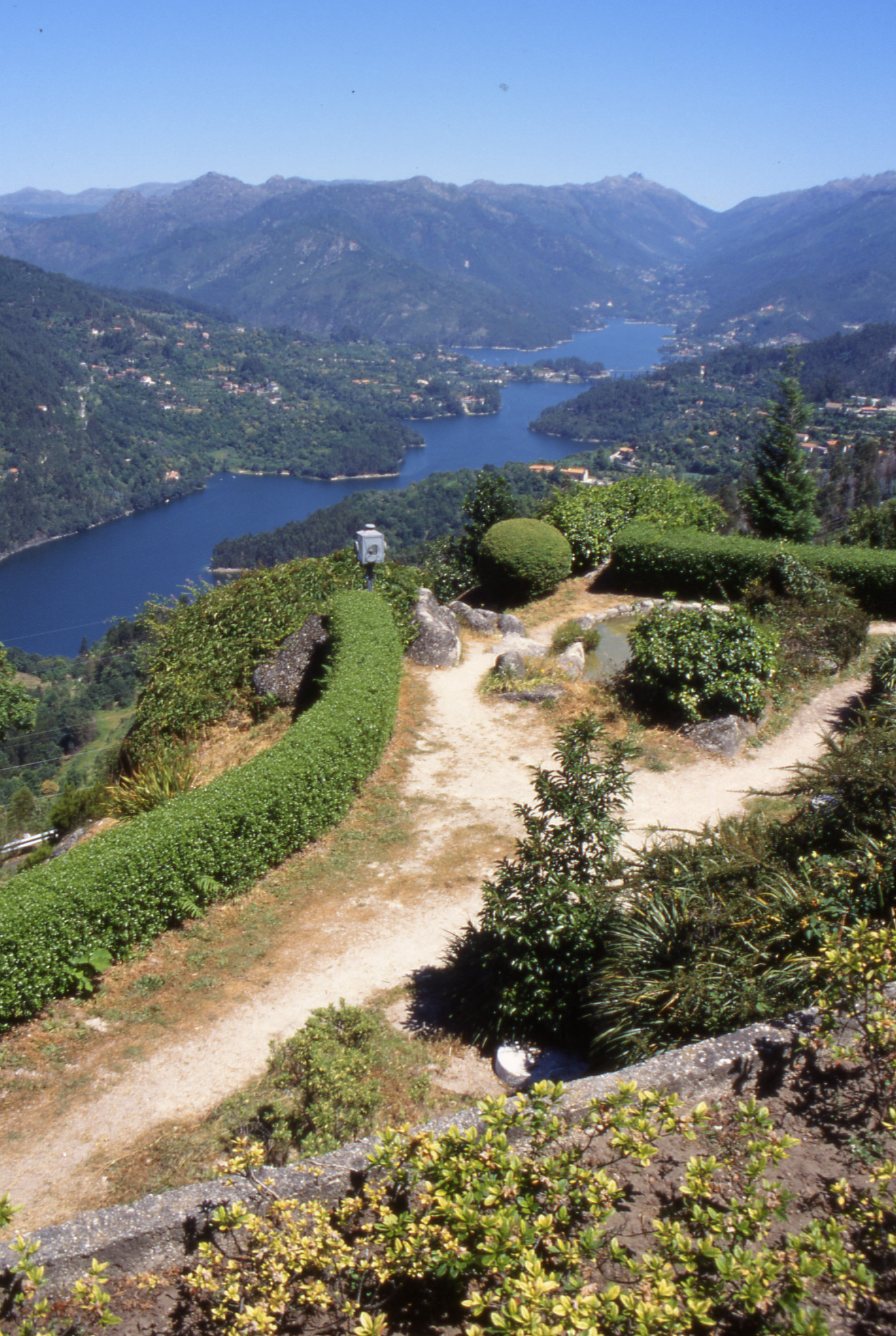
Blick von der Pousada de São Bento
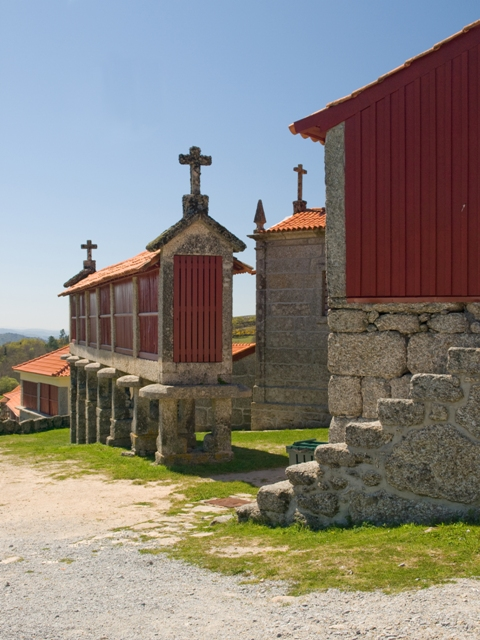
Traditionelle Kornspeicher (Espigueiros) im Kreis Terras de Bouro
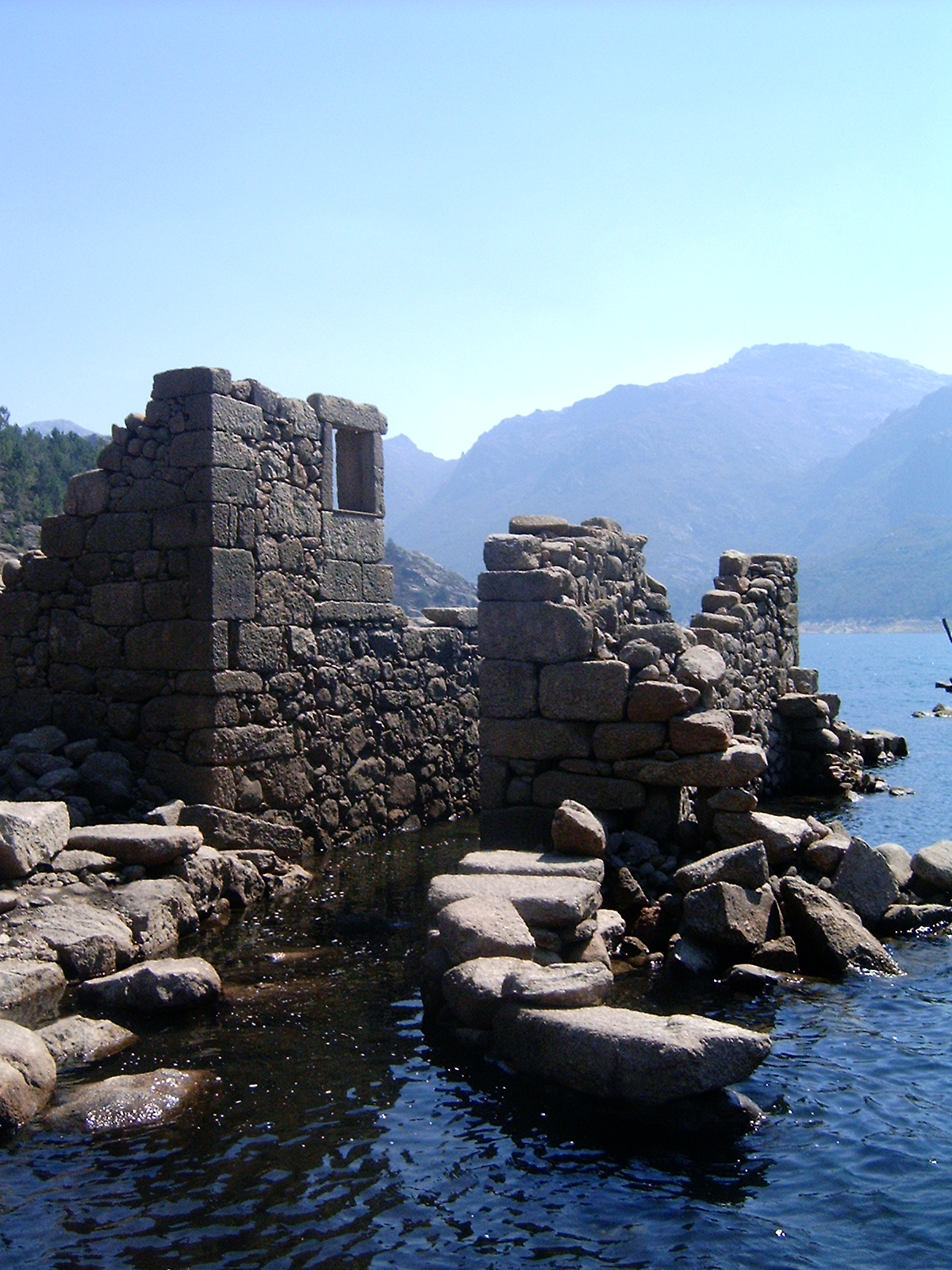
Dorfruinen am Stausee Vilarinho de Furnas